# Euodynerus semiaethiopicus
Euodynerus semiaethiopicus är en stekelart som först beskrevs av Giordani Soika 1943.  Euodynerus semiaethiopicus ingår i släktet kamgetingar, och familjen Eumenidae. Inga underarter finns listade i Catalogue of Life.